# Alloperla ouachita
Alloperla ouachita är en bäcksländeart som beskrevs av Bill P.Stark och Stewart 1983. Alloperla ouachita ingår i släktet Alloperla och familjen blekbäcksländor. Inga underarter finns listade i Catalogue of Life.